# Studio sulla sifilide di Tuskegee

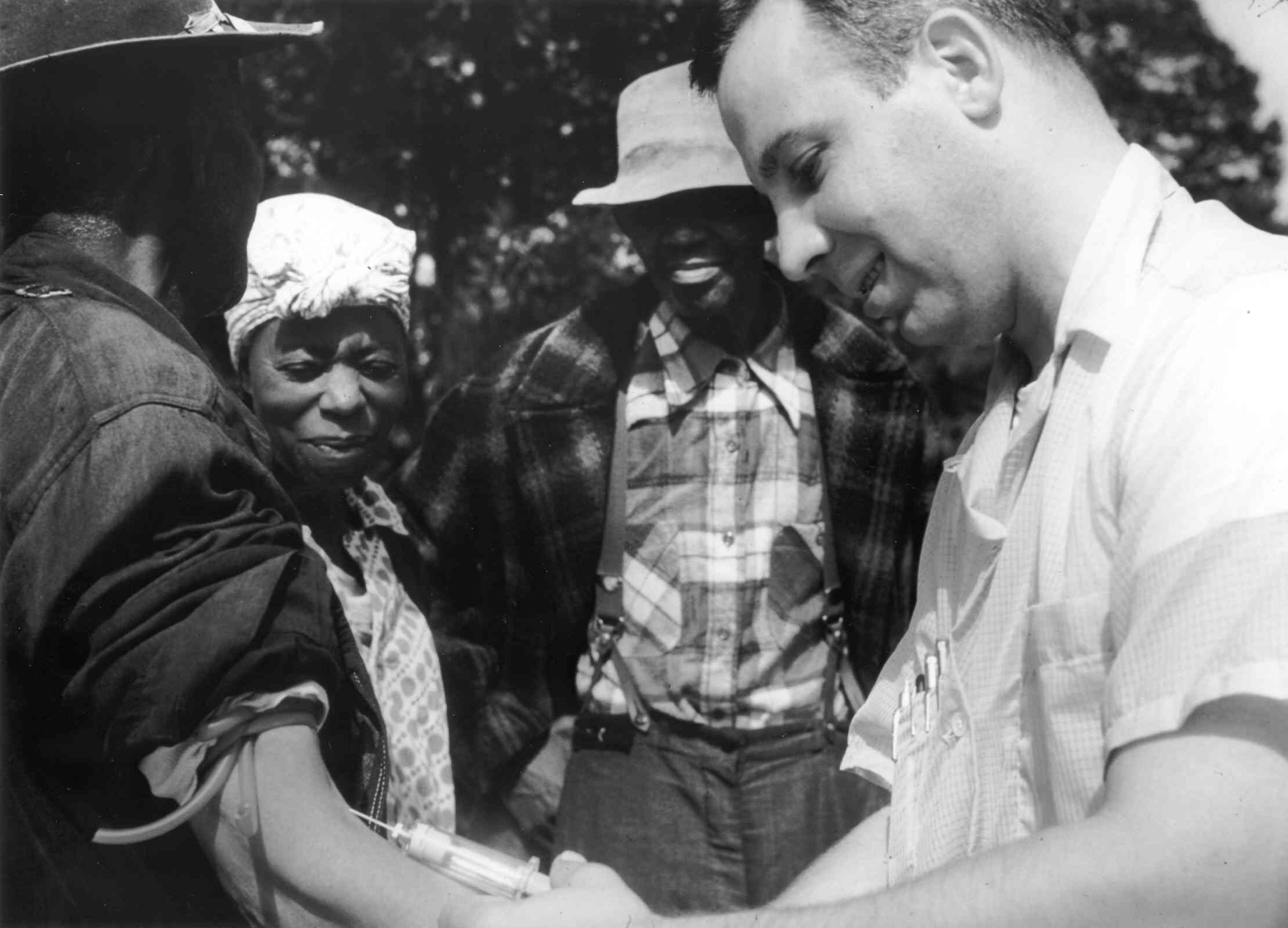
Un medico preleva del sangue ad una delle persone testate a Tuskegee.

Lo studio sulla sifilide di Tuskegee fu un esperimento clinico attuato e seguito dallo United States Public Health Service nella città di Tuskegee, in Alabama, negli USA.
Svoltosi tra il 1932 e il 1972, ebbe ad oggetto lo studio dell'evoluzione della sifilide non curata nella popolazione maschile nera della cittadina statunitense, venne effettuato con lo scopo di verificare gli effetti della progressione naturale della malattia su un corpo infetto non curato.

## Storia
Per gli esperimenti vennero reclutati 399 inconsapevoli mezzadri afroamericani malati di sifilide e 201 sani (come gruppo di controllo), i quali furono seguiti dalle autorità coinvolte per capire l'evoluzione della malattia e i suoi reali effetti.
Sebbene nel 1940 fosse stata provata l'efficacia della penicillina come cura della malattia, i medici proseguirono nel programma di studio, seppur consapevoli che avrebbe portato a un disastro sia sul piano sanitario che su quello sociale. Nel 1947, la penicillina era ormai ampiamente utilizzata come cura universale per la sifilide, ma dal momento che l'accettazione di essa come cura avrebbe causato la chiusura dello studio di Tuskegee, impedirono anche agli altri neri della città di sottoporsi al trattamento di penicillina.
Seguito da numerose autorità di vigilanza, lo studio di Tuskegee continuò le proprie attività fino al 1972, quando, dopo che la ricerca cadde sotto i riflettori dell'opinione pubblica, prendendo la prima pagina di tutte le testate nazionali, si concluse nel giro di un giorno, il 16 novembre. 
L'eredità del programma di ricerca fu la morte, seguita all'aggravarsi della sifilide, di numerosi uomini e la trasmissione della malattia attraverso i rapporti sessuali alle proprie donne, che una volta incinte, trasmisero una sifilide congenita ai propri nascituri.
Citato in seguito come "senza dubbio lo studio più infame nella ricerca biomedica nella storia degli Stati Uniti", le vicende che ne seguirono portarono nel 1979 alla creazione del rapporto Belmont e l'istituzione dell'Office for Human Research Protections (OHRP). Inoltre portò all'adozione di una regolamentazione federale richiedente una commissione di revisione istituzionale per la tutela dei soggetti partecipi a sperimentazioni sul corpo umano. A gestire questa responsabilità sarà quindi incaricato in seguito l'OHRP, messo a sua volta come sezione interna del dipartimento della Salute e dei Servizi Umani degli Stati Uniti.
Nel 1997 l'allora presidente degli Stati Uniti Bill Clinton chiese ufficialmente scusa per l'accaduto a tutta la nazione.

## Conseguenze

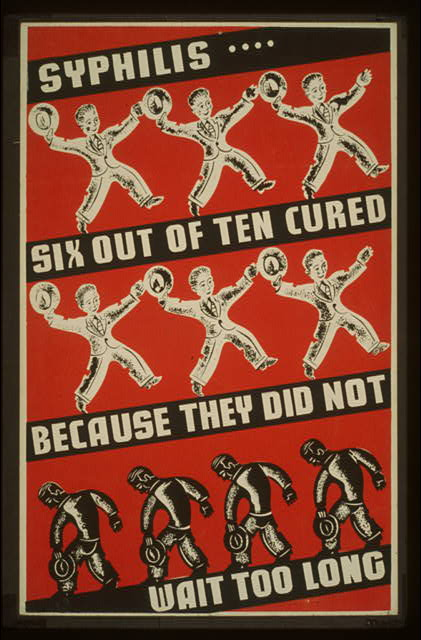
Un manifesto dell'epoca della Grande depressione negli Stati Uniti che sostiene il trattamento precoce della sifilide. Anche se le cure erano disponibili, gli aderenti agli studi appositi non le ricevettero.

Implicando numerose riflessioni sull'etica dell'intero programma, il fallimento del quarantennale studio medico portò grandi modifiche nel diritto statunitense e pose le basi per le moderne leggi circa la regolamentazione relativa alla protezione dei partecipanti a sperimentazioni umane. Oggi, ai soggetti sottopostisi volontariamente agli studi è richiesta la firma del consenso informato, per il quale è previsto l'obbligo di pubblicare le diagnosi e i risultati dei relativi esami effettuati.
Gli scandali che ne seguirono portarono alla nascita di nuove regolamentazioni circa la sperimentazione su soggetti umani e di enti istituiti affinché esse venissero seguite. Tra questi: la Commissione Nazionale per la protezione dei Soggetti Umani nelle Ricerche Biomediche e Comportamentali e il National Research Act; quest'ultimo prevede l'attuazione di una commissione di revisione istituzionale (IRB) presso gli istituti che ricevono sovvenzioni federali.

## Documentari
La vicenda è oggetto del radiodocumentario del 2021 di Luca Tancredi Barone  "L’esperimento di Tuskegee" trasmesso da RAI Radio 3.